# Pesca a la encandilada
La pesca a la encandilada es una modalidad de pesca deportiva basada en la utilización de una luz fuerte con la intención de encandilar al pez.
Dicha modalidad se basa en una característica de la retina de algunas variedades de peces, en la cual existen dos tipos de células sensibles a la luz, los conos y los bastones, durante el día el ojo del pez expone la imagen a los conos que son menos sensibles a la luz pero sensibles a los colores, en cambio durante la noche, la imagen la focaliza en los bastones, que no son sensibles al color pero si mucho más sensibles a la luz. Cuando el pez se ve sorprendido por una luz fuerte focalizada sobre los bastones de la retina, se produce una especie de sobrecarga en sus sistema nervioso, que hace que el pez quede momentáneamente inmovilizado.
Ese instante es el que aprovecha el pescador para capturar al pez, lo cual puede ser realizado con una red o arpón.
En la costa atlántica de Uruguay es muy común en verano ver gente pescando en la playa a la encandilada, pesca realizada en general como deporte familiar, en la cual se utiliza un farol a gas y un calderín o medio mundo (aparejos de pesca de forma circular con un mango) y bolsas (para poner los peces) que son llevadas en bandolera por los participantes. Varios integrantes de la familia pueden participar de la actividad llevando cada uno un calderín, existen chicos para los niños y grandes para los adultos. En general el farol es llevado por el más alto y fuerte de los participantes y los demás alrededor del farol se dedican a capturar los peces. Se lleva un balde para guardar los peces capturados  Una de las variedades más capturada es el pejerrey.
En general dichas salidas de pesca se realizan las noches de calor y sin luna llena.
- Datos: Q6073185